# Nati nel 1997/Dicembre
| Questa pagina contiene informazioni ricavate automaticamente dalle voci biografiche con l'ausilio del template Bio e di un bot. L'aggiornamento è periodico e automatico e ricostruisce completamente la pagina. Se manca una persona in questa lista, sei pregato di non aggiungerla, ma accertati piuttosto che la sua voce biografica contenga il template Bio e che i dati anagrafici siano correttamente compilati. Se il template Bio manca, inseriscilo tu stesso o, in alternativa, metti l'avviso {{tmp\|Bio}} che ne segnala la mancanza. Se i dati riportati sono sbagliati, correggi direttamente la voce biografica; le modifiche saranno visibili in questa lista entro pochi giorni. Per chiarimenti vedi il progetto biografie. La lista contiene solo le 353 persone che sono citate nell'enciclopedia e per le quali è stato implementato correttamente il template Bio. Pagina aggiornata al 18 ago 2025. |

- 1º dicembre - Regina Alférez Licea, nuotatrice artistica messicana
- 1º dicembre - Ismaël Bennacer, calciatore francese
- 1º dicembre - Chérif Dine Kakpo, calciatore beninese
- 1º dicembre - Odin By Farstad, pattinatore di short track e pattinatore di velocità su ghiaccio norvegese
- 1º dicembre - Francisco Galván, ciclista su strada spagnolo
- 1º dicembre - Jung Chae-yeon, cantante, attrice e ballerina sudcoreana
- 1º dicembre - Alex Molčan, tennista slovacco
- 1º dicembre - Adi Nalić, calciatore svedese
- 1º dicembre - Maximiliano Salas, calciatore argentino
- 1º dicembre - Sada Williams, velocista barbadiana
- 2 dicembre - De'Andre Hunter, cestista statunitense
- 2 dicembre - Kwon Soon-woo, tennista sudcoreano
- 2 dicembre - Nick Niemann, giocatore di football americano canadese
- 2 dicembre - Claire Orcel, altista belga
- 2 dicembre - Ibrahim Sangaré, calciatore ivoriano
- 2 dicembre - Afra Saraçoğlu, attrice turca
- 2 dicembre - Luis Suárez, calciatore colombiano
- 2 dicembre - Xadas, calciatore portoghese
- 3 dicembre - Grant Andrews, combinatista nordico statunitense
- 3 dicembre - Yaw Annor, calciatore ghanese
- 3 dicembre - Vitalij Bojko, calciatore ucraino
- 3 dicembre - T.J. Brunson, giocatore di football americano statunitense
- 3 dicembre - Derek Freitas Ribeiro, calciatore brasiliano
- 3 dicembre - Jamie Jacobs, calciatore olandese
- 3 dicembre - Ogbonna John, lottatore nigeriano
- 3 dicembre - Guy2Bezbar, rapper francese
- 3 dicembre - Chinaza Uchendu, calciatrice nigeriana
- 3 dicembre - Jineiry Martínez, pallavolista dominicana
- 3 dicembre - Sarantīs Mastrogiannopoulos, cestista greco
- 3 dicembre - Masoud Mosadeghpour, scacchista iraniano
- 3 dicembre - Michael Norman, velocista statunitense
- 3 dicembre - Hayley Okines, attivista britannica († 2015)
- 3 dicembre - Erkan Yılmaz, cestista turco
- 4 dicembre - David Ambler, canottiere britannico
- 4 dicembre - Mark Ambor, cantautore statunitense
- 4 dicembre - Aleksandar Busnić, calciatore serbo
- 4 dicembre - Martina Capurro Taborda, tennista argentina
- 4 dicembre - Mike Danna, giocatore di football americano statunitense
- 4 dicembre - Makhtar Gueye, calciatore senegalese
- 4 dicembre - Deonte Harty, giocatore di football americano statunitense
- 4 dicembre - Bernardo Martins, calciatore portoghese
- 4 dicembre - Maxime Lopez, calciatore francese
- 4 dicembre - Silvio Merkaj, calciatore albanese
- 4 dicembre - Ryan Nyambe, calciatore namibiano
- 4 dicembre - Richard Paredes, calciatore cileno
- 4 dicembre - Jorre Verstraeten, judoka belga
- 4 dicembre - Sebastian Weyer, speedcuber tedesco
- 4 dicembre - Liu Yukun, tiratore a volo cinese
- 5 dicembre - Shūto Abe, calciatore giapponese
- 5 dicembre - Souleymane Anne, calciatore francese
- 5 dicembre - Nelson Lutin, giocatore di calcio a 5 francese
- 5 dicembre - Nicolás Martínez, calciatore uruguaiano
- 5 dicembre - Pier Andrea Matteazzi, nuotatore italiano
- 5 dicembre - Clara Rugaard, attrice danese
- 5 dicembre - Sophie Simnett, attrice britannica
- 5 dicembre - Tarek Salman, calciatore qatariota
- 5 dicembre - Ifet Đakovac, calciatore bosniaco
- 6 dicembre - Além, calciatore angolano
- 6 dicembre - Khaleke Hudson, giocatore di football americano statunitense
- 6 dicembre - Sabrina Ionescu, cestista statunitense
- 6 dicembre - Gregor Kobel, calciatore svizzero
- 6 dicembre - Christian Kouamé, calciatore ivoriano
- 6 dicembre - Dereck Kutesa, calciatore svizzero
- 6 dicembre - Randy Nteka, calciatore francese
- 6 dicembre - Girli, cantante e rapper britannica
- 6 dicembre - Greedy Williams, giocatore di football americano statunitense
- 6 dicembre - Joejuan Williams, giocatore di football americano statunitense
- 7 dicembre - Hassan Kajoke, calciatore malawiano
- 7 dicembre - Takahiro Shikine, schermidore giapponese
- 7 dicembre - Elizaveta Šabanova, cestista russa
- 8 dicembre - Hakeem Adeniji, giocatore di football americano statunitense
- 8 dicembre - Darnell Edge, cestista statunitense
- 8 dicembre - Leonardo Fioravanti, surfista italiano
- 8 dicembre - Sam Hauser, cestista statunitense
- 8 dicembre - Callum Hendry, calciatore scozzese
- 8 dicembre - Daniel Koperberg, cestista israeliano
- 8 dicembre - Jocelyn Kuilan, pallavolista portoricana
- 8 dicembre - Jakub Kuzdra, calciatore polacco
- 8 dicembre - Ilaria Käslin, ginnasta svizzera
- 8 dicembre - Carlos Meléndez, calciatore honduregno
- 8 dicembre - Cristopher Núñez, calciatore costaricano
- 9 dicembre - Harvey Barnes, calciatore inglese
- 9 dicembre - Marc Bola, calciatore inglese
- 9 dicembre - Ana Frango Elétrico, cantautrice, compositrice e pittrice brasiliana
- 9 dicembre - Yaser Hamed, calciatore spagnolo
- 9 dicembre - Alexander Bah, calciatore danese
- 9 dicembre - Diego López Fuentes, ex ciclista su strada spagnolo
- 9 dicembre - Luke McCowan, calciatore scozzese
- 9 dicembre - Nawal Meniker, altista francese
- 9 dicembre - Julia Mutschlechner, ex sciatrice alpina tedesca
- 9 dicembre - Zach Norvell, cestista statunitense
- 9 dicembre - Gaspar Panadero, calciatore spagnolo
- 9 dicembre - Shene Welepane, calciatore francese
- 10 dicembre - Marcelo Tomás Barrios Vera, tennista cileno
- 10 dicembre - Daniel Batty, calciatore inglese
- 10 dicembre - Adil Demirbağ, calciatore turco
- 10 dicembre - David Hrnčár, calciatore slovacco
- 10 dicembre - Alaïs Kalonji, tuffatrice francese
- 10 dicembre - Johnbosco Kalu, calciatore nigeriano
- 10 dicembre - Martin Kolesár, calciatore slovacco
- 10 dicembre - Arjun Maini, pilota automobilistico indiano
- 10 dicembre - Michael Onwenu, giocatore di football americano statunitense
- 10 dicembre - Till Pape, cestista tedesco
- 10 dicembre - Lucas Perri, calciatore brasiliano
- 10 dicembre - Josué Reyes, calciatore messicano
- 10 dicembre - Till Schumacher, calciatore tedesco
- 10 dicembre - Jorge Sánchez, calciatore messicano
- 10 dicembre - Erick de Arruda Serafim, calciatore brasiliano
- 11 dicembre - Aly Abeid, calciatore mauritano
- 11 dicembre - James Bree, calciatore inglese
- 11 dicembre - Ben Cook, attore, cantante e ballerino statunitense
- 11 dicembre - Taylor Hickson, attrice e cantautrice canadese
- 11 dicembre - Ikuma Horishima, sciatore freestyle giapponese
- 11 dicembre - Kōnstantinos Mavropanos, calciatore greco
- 11 dicembre - Brighton Munthali, calciatore malawiano
- 11 dicembre - Semen Novikov, lottatore ucraino
- 11 dicembre - Imran Oulad Omar, calciatore olandese
- 11 dicembre - Nathan Rôdes, calciatore belga
- 11 dicembre - Matthew Tkachuk, hockeista su ghiaccio statunitense
- 11 dicembre - Kindle Vildor, giocatore di football americano statunitense
- 12 dicembre - Kundai Benyu, calciatore zimbabwese
- 12 dicembre - Mimito Biai, calciatore guineense
- 12 dicembre - Yanis David, triplista e lunghista francese
- 12 dicembre - Rafael de Osma, sciatore nautico peruviano
- 12 dicembre - Kimberly Loaiza, cantante e imprenditrice messicana
- 12 dicembre - Mustapha Heron, cestista statunitense
- 12 dicembre - Ceri Holland, calciatrice gallese
- 12 dicembre - Mohamed Konaté, calciatore ivoriano
- 12 dicembre - Sam Ligtlee, pistard olandese
- 12 dicembre - Sebastian Mailat, calciatore rumeno
- 12 dicembre - Frankie Musonda, calciatore inglese
- 12 dicembre - Adolfo Muñoz, calciatore ecuadoriano
- 12 dicembre - Ed Oliver, giocatore di football americano statunitense
- 12 dicembre - Cody Riley, cestista statunitense
- 12 dicembre - Devaughn Vele, giocatore di football americano statunitense
- 12 dicembre - Davion Washington, giocatore di football americano statunitense
- 12 dicembre - Yannick Yankam, calciatore maltese
- 13 dicembre - Camelia Ceasar, calciatrice romena
- 13 dicembre - Kouassi Eboue, calciatore ivoriano
- 13 dicembre - Dávid Hancko, calciatore slovacco
- 13 dicembre - Tavon King, cestista statunitense
- 13 dicembre - The Limba, cantante kazako
- 13 dicembre - Alexander Munksgaard, calciatore danese
- 13 dicembre - Jah-Nhai Perinchief, triplista bermudiano
- 13 dicembre - Amparo Piñero, attrice, cantante e ballerina spagnola
- 13 dicembre - Leyla Tanlar, attrice turca
- 13 dicembre - Wang Simin, pallavolista cinese
- 13 dicembre - Takuma Ōminami, calciatore giapponese
- 14 dicembre - David Davidjan, calciatore armeno
- 14 dicembre - Malek Fakhro, calciatore tedesco
- 14 dicembre - Deso Gelmisa, maratoneta etiope
- 14 dicembre - Cam Gill, giocatore di football americano statunitense
- 14 dicembre - Thomas Horn, attore statunitense
- 14 dicembre - Nobert Kigen, maratoneta e mezzofondista keniota
- 14 dicembre - Armand Marchant, sciatore alpino belga
- 14 dicembre - D.K. Metcalf, giocatore di football americano statunitense
- 14 dicembre - Luismel Morris, calciatore cubano
- 14 dicembre - Samuel Oum Gouet, calciatore camerunese
- 14 dicembre - Youssef Selim, tuffatore egiziano
- 14 dicembre - Kōki Tachi, calciatore giapponese
- 14 dicembre - Nigel Warrior, giocatore di football americano statunitense
- 15 dicembre - Maude Apatow, attrice statunitense
- 15 dicembre - Pier Luigi Basso, scacchista italiano
- 15 dicembre - Thibault Daval-Braquet, cestista francese
- 15 dicembre - Magdalena Fręch, tennista polacca
- 15 dicembre - Gao Tingyu, pattinatore di velocità su ghiaccio cinese
- 15 dicembre - Simon Lichtenberg, giocatore di snooker tedesco
- 15 dicembre - Manuela Malsiner, ex saltatrice con gli sci italiana
- 15 dicembre - Zack Moss, giocatore di football americano statunitense
- 15 dicembre - Stefania LaVie Owen, attrice statunitense
- 15 dicembre - Harry Potter, rugbista a 15 australiano
- 15 dicembre - Alen Sherri, calciatore albanese
- 15 dicembre - Ange Kouame, cestista ivoriano
- 16 dicembre - Sergio Akieme, calciatore spagnolo
- 16 dicembre - Bassam Al-Rawi, calciatore qatariota
- 16 dicembre - Carlos Basham Jr., giocatore di football americano statunitense
- 16 dicembre - Parinya Chuaimaroeng, triplista e lunghista thailandese
- 16 dicembre - Snot, rapper statunitense
- 16 dicembre - Rodrigo Insúa, calciatore argentino
- 16 dicembre - Raffaello Ivaldi, canoista italiano
- 16 dicembre - Kristjan Kushta, calciatore albanese
- 16 dicembre - Zara Larsson, cantautrice svedese
- 16 dicembre - Radek Látal, calciatore ceco
- 16 dicembre - Spence Moore II, attore statunitense
- 16 dicembre - Alessandro Mordacci, rugbista a 15 italiano
- 16 dicembre - Bruno Morgado, calciatore svizzero
- 16 dicembre - Katharina Naschenweng, calciatrice austriaca
- 16 dicembre - Yeule, cantautrice e produttrice discografica singaporiana
- 16 dicembre - Marcos Ramírez, pilota motociclistico spagnolo
- 16 dicembre - Franziska Stocker, hockeista su ghiaccio italiana
- 16 dicembre - Ezio Vivolo, doppiatore italiano
- 16 dicembre - Zeyne, cantautrice, musicista e produttrice discografica giordana
- 17 dicembre - Naiktha Bains, tennista britannica
- 17 dicembre - Michaela Brandenburg, calciatrice tedesca
- 17 dicembre - Héléna Cazaute, pallavolista francese
- 17 dicembre - Vlad Dascălu, mountain biker rumeno
- 17 dicembre - Bambo Diaby, calciatore senegalese
- 17 dicembre - Dez Fitzpatrick, giocatore di football americano statunitense
- 17 dicembre - N'Keal Harry, giocatore di football americano canadese
- 17 dicembre - Marija Kuznecova, lottatrice russa
- 17 dicembre - Roman Květ, calciatore ceco
- 17 dicembre - Imani Lansiquot, velocista britannica
- 17 dicembre - Gaizka Larrazabal, calciatore spagnolo
- 17 dicembre - Théo Letitre, ex sciatore alpino francese
- 17 dicembre - Marlyson, calciatore brasiliano
- 17 dicembre - Kristinn Pálsson, cestista islandese
- 17 dicembre - Alba Reche, cantante spagnola
- 17 dicembre - Rish Shah, attore inglese
- 17 dicembre - Olle Sundin, ex sciatore alpino svedese
- 17 dicembre - Davit Terteryan, calciatore armeno
- 17 dicembre - Shōma Uno, ex pattinatore artistico su ghiaccio giapponese
- 17 dicembre - Albane Valenzuela, golfista svizzera
- 18 dicembre - Ronald Acuña Jr., giocatore di baseball venezuelano
- 18 dicembre - Agenor Báez, calciatore nicaraguense
- 18 dicembre - Theodōros Karras, cestista greco
- 18 dicembre - Osniel Melgarejo, pallavolista cubano
- 18 dicembre - Claudia Palombi, calciatrice italiana
- 18 dicembre - Ri Ji-ye, tiratrice a segno nordcoreana
- 18 dicembre - Marco Sanna, hockeista su ghiaccio italiano
- 18 dicembre - Alessio Scaggiante, damista italiano
- 18 dicembre - Marcus Simms, giocatore di football americano statunitense
- 19 dicembre - Lizette Cabrera, tennista australiana
- 19 dicembre - Nikola Eskić, calciatore bosniaco
- 19 dicembre - Nico Hiraga, attore statunitense
- 19 dicembre - Alex Insam, saltatore con gli sci italiano
- 19 dicembre - Kōki Kanō, schermidore giapponese
- 19 dicembre - Lazaros Lamprou, calciatore greco
- 19 dicembre - Emmanuel Lomotey, calciatore ghanese
- 19 dicembre - Gabriel Magalhães, calciatore brasiliano
- 19 dicembre - Maninni, cantautore italiano
- 19 dicembre - Xəyal Nəcəfov, calciatore azero
- 19 dicembre - Renzo Rabino, calciatore uruguaiano
- 19 dicembre - Fikayo Tomori, calciatore inglese
- 19 dicembre - Sam Williamson, nuotatore australiano
- 19 dicembre - Matheus Henrique, calciatore brasiliano
- 20 dicembre - Issa Adekunle, calciatore nigeriano
- 20 dicembre - Paul Akouokou, calciatore ivoriano
- 20 dicembre - Ronja Aronsson, calciatrice svedese
- 20 dicembre - Daniel Cargnin, judoka brasiliano
- 20 dicembre - Filippo Colombo, mountain biker e ciclista su strada svizzero
- 20 dicembre - Stan Dewulf, ciclista su strada belga
- 20 dicembre - Mamadou Diarra, calciatore senegalese
- 20 dicembre - De'Aaron Fox, cestista statunitense
- 20 dicembre - C.J. Gardner-Johnson, giocatore di football americano statunitense
- 20 dicembre - Ludovica Gargari, attrice italiana
- 20 dicembre - Jack Jones, giocatore di football americano statunitense
- 20 dicembre - Suzuka Nakamoto, cantante giapponese
- 20 dicembre - Salome Nyirarukundo, mezzofondista ruandese
- 21 dicembre - Matea Bošnjak, calciatrice tedesca
- 21 dicembre - Madelyn Cline, attrice e modella statunitense
- 21 dicembre - Billel Messaoudi, calciatore algerino
- 21 dicembre - Pedro Sampaio, disc jockey, cantautore e produttore discografico brasiliano
- 21 dicembre - Xavier Sneed, cestista statunitense
- 21 dicembre - Jesús Tortosa Cabrera, taekwondoka spagnolo
- 21 dicembre - Quinnen Williams, giocatore di football americano statunitense
- 22 dicembre - Danyil Abakšyn, giocatore di calcio a 5 ucraino
- 22 dicembre - William Bradley-King, giocatore di football americano statunitense
- 22 dicembre - Ana Capeta, calciatrice portoghese
- 22 dicembre - Mark Fodya, calciatore malawiano
- 22 dicembre - Aleem Ford, cestista statunitense
- 22 dicembre - Chloe McCarron, calciatrice nordirlandese
- 22 dicembre - Jérôme Onguéné, calciatore camerunese
- 22 dicembre - Sof'ja Prosvirnova, pattinatrice di short track russa
- 22 dicembre - Taylor Rapp, giocatore di football americano statunitense
- 22 dicembre - Tatsuki Seko, calciatore giapponese
- 22 dicembre - Kevin Serna, calciatore colombiano
- 22 dicembre - Guus Til, calciatore olandese
- 22 dicembre - Martí Vigo del Arco, ex ciclista su strada e fondista spagnolo
- 22 dicembre - Devaughn Williamson, calciatore bahamense
- 23 dicembre - Olle Hahlin, sciatore alpino svedese
- 23 dicembre - Matea Jelić, taekwondoka croata
- 23 dicembre - Carlik Jones, cestista statunitense
- 23 dicembre - Luka Jović, calciatore serbo
- 23 dicembre - Joel Nicolau, ciclista su strada spagnolo
- 23 dicembre - Park You-na, attrice sudcoreana
- 23 dicembre - Klinti Qato, calciatore albanese
- 24 dicembre - Jean-Noël Amonome, calciatore gabonese
- 24 dicembre - Neeraj Chopra, giavellottista indiano
- 24 dicembre - Celeste Dalla Porta, attrice italiana
- 24 dicembre - Ivana Dojkić, cestista croata
- 24 dicembre - Dávid Zimonyi, calciatore ungherese
- 24 dicembre - Francesca Franchi, fondista italiana
- 24 dicembre - Nicolò Giacalone, ostacolista italiano
- 24 dicembre - Tom Glover, calciatore australiano
- 24 dicembre - Kyo Kagen, goista taiwanese
- 24 dicembre - Roman Minaev, calciatore russo
- 24 dicembre - Jamorko Pickett, cestista statunitense
- 24 dicembre - Emmanuel Sabbi, calciatore statunitense
- 24 dicembre - Kevin Schumacher, calciatore tedesco
- 24 dicembre - Stefan, cantante estone
- 25 dicembre - Barret Benson, cestista statunitense
- 25 dicembre - Camille Cabrol, sciatrice freestyle francese
- 25 dicembre - Oleksij Huculjak, calciatore ucraino
- 25 dicembre - Butta Magomedov, calciatore russo
- 25 dicembre - Mohamed Khalil Mansouri, canottiere tunisino
- 25 dicembre - Aurélie Monvoisin, pattinatrice di short track francese
- 25 dicembre - Jan Solans, pilota di rally spagnolo
- 26 dicembre - Lauri Haav, cantante finlandese
- 26 dicembre - Lucas Hergott, cestista francese
- 26 dicembre - Marc Hofer, snowboarder italiano
- 26 dicembre - Stefan Iancu, attore rumeno
- 26 dicembre - Koryn Hawthorne, cantante statunitense
- 26 dicembre - Ajdin Zeljkovic, calciatore svedese
- 26 dicembre - Tamara Zidanšek, tennista slovena
- 27 dicembre - Mads Juel Andersen, calciatore danese
- 27 dicembre - Thonny Anderson, calciatore brasiliano
- 27 dicembre - Emile Cairess, mezzofondista e maratoneta britannico
- 27 dicembre - Vachirawit Chiva-aree, attore, cantante e modello thailandese
- 27 dicembre - Javier Concepción, pallavolista cubano
- 27 dicembre - Si Mohamed Ketbi, taekwondoka belga
- 27 dicembre - Ana Konjuh, tennista croata
- 27 dicembre - Dmitrij Ni, giocatore di football americano russo
- 27 dicembre - Julian Okwara, giocatore di football americano nigeriano
- 27 dicembre - Jack Robinson, surfista australiano
- 27 dicembre - Giuliano Spatuzzo, pallanuotista italiano
- 27 dicembre - Ștefania Stănilă, ginnasta rumena
- 27 dicembre - Shiro Usazaki, fumettista giapponese
- 28 dicembre - Lucas Buadés, calciatore francese
- 28 dicembre - Sierra Campisano, cestista statunitense
- 28 dicembre - Kōstas Galanopoulos, calciatore greco
- 28 dicembre - Nash Grier, youtuber e attore statunitense
- 28 dicembre - Herby Magny, calciatore britannico
- 28 dicembre - Hakim Ouro-Sama, calciatore togolese
- 28 dicembre - Irma Testa, pugile italiana
- 28 dicembre - Soraya Verhoeve, calciatrice olandese
- 29 dicembre - Stone Forsythe, giocatore di football americano statunitense
- 29 dicembre - Amantur Ismailov, lottatore kirghiso
- 29 dicembre - Felix Keisinger, skeletonista tedesco
- 29 dicembre - Vasilij Mizinov, marciatore russo
- 29 dicembre - Aimee Richardson, attrice britannica
- 29 dicembre - Filippo Sgarbi, calciatore italiano
- 29 dicembre - Bob Straetman, calciatore belga
- 29 dicembre - Tomoki Takamine, calciatore giapponese
- 29 dicembre - Terence Vancooten, calciatore guyanese
- 29 dicembre - Michael Vogt, bobbista svizzero
- 30 dicembre - Enea Bastianini, pilota motociclistico italiano
- 30 dicembre - Daniel Benzar, calciatore rumeno
- 30 dicembre - Ahmed Bughammar, calciatore bahreinita
- 30 dicembre - Alix Duchet, cestista francese
- 30 dicembre - Lukas Fridrikas, calciatore austriaco
- 30 dicembre - Brandon Killham, attore statunitense
- 30 dicembre - Dru Smith, cestista statunitense
- 31 dicembre - Il'zat Achmetov, calciatore russo
- 31 dicembre - Ludovic Blas, calciatore francese
- 31 dicembre - Rohan Browning, velocista australiano
- 31 dicembre - Cameron Carter-Vickers, calciatore statunitense
- 31 dicembre - Madelyn Cole, allenatrice di pallavolo e ex pallavolista statunitense
- 31 dicembre - Ekaterina Efremenkova, pattinatrice di short track russa
- 31 dicembre - Hacen, calciatore mauritano
- 31 dicembre - Germán Guiffrey, calciatore argentino
- 31 dicembre - Bright Osayi-Samuel, calciatore nigeriano
- 31 dicembre - Federica Rizza, calciatrice italiana
- 31 dicembre - Aldemir dos Santos Ferreira, calciatore brasiliano